# HD72658
HD72658 — хімічно пекулярна зоря спектрального класу
F й має видиму зоряну величину в смузі V приблизно  9,1.